# Флаг Южной Каролины
Флаг Южной Кароли́ны (англ. Flag of South Carolina) — один из государственных символов американского штата Южная Каролина.
Флаг представляет собой прямоугольное полотнище тёмно-синего цвета с белым контуром пальмы в центре. В крыже — белый полумесяц, развёрнутый серпом к левому верхнему углу полотнища.
Нынешний флаг штата был принят 28 января 1861 года, как государственный флаг провозглашённой Республики Южная Каролина после выхода штата из состава США. Изображение пальмы взято в память о событии 28 июня 1776 года, когда было отбито нападение англичан на форт Moultrie в Sullivan’s Island. Стены этого форта были выстроены из стволов пальмы рода Сабал (Sabal palmetto). Древесина этой пальмы не имеет колец, в результате чего, пушечные ядра, выпущенные англичанами, застревали в стенах форта.
Синий цвет полотнища и полумесяц были взяты с флага, разработанного в 1775 году, с началом войны за независимость, полковником Уильямом Молтри для южнокаролинских войск. Синий цвет флага — цвет униформы милиции (народного ополчения), полумесяц — эмблема на их головных уборах. Однако эти элементы изображались ещё в 1765 году на флаге, используемом южнокаролинскими противниками Акта о гербовом сборе.
В 2001 году Североамериканская вексиллологическая ассоциация присудила текущему флагу штата десятое место в рейтинге флагов Северной Америки.